# Rojalons
Rojalons es una aldea del municipio de Montblanch, Tarragona, en las Montañas de Prades. Hay documentados habitantes hasta el año 1945, que dependían de Montblanch.
Se encuentra aproximadamente a 690 m de altitud, junto a la carretera TV-7042 (Montblanch - Rojals)
En la zona hay un dicho sobre la aldea “Rojalons, set cases i vuit forns” (Rojalons, siete casas y ocho hornos) porque durante una época una de sus actividades económica era el pan y la repostería.
Actualmente es conocida por dos vías ferratas
- Tossal de les Venes, única en España por sus tramos subterráneos.[3] Actualmente se encuentra cerrada tras un accidente mortal en 2017.[4][5]
- Patacons, inaugurada en 2016 cercana al pueblo de La Mussara.[6]